# Belveder, Rijeka
Belveder (italienska: Belvedere) är ett lokalnämndsområde och stadsdel i Rijeka i Kroatien. Den centrala och helt urbaniserade stadsdelen är det till ytan tredje minsta lokalnämndsområdet i Rijeka.    

## Geografi
Belveder gränsar till lokalnämndsområdena Brajda-Dolac i sydväst och väst, Škurinjska Draga i nordväst och norr samt Kozala i öster.

## Anläggningar och byggnader (urval)
- Belvederes sport- och rekreationscenter[4]
- Marija K. Kozulićs hospis
- Belveders grundskola